# Mario Scheiber
Mario Scheiber, né le 6 mars 1983 à Sankt Jakob in Defereggen, est un skieur alpin autrichien polyvalent mais dont les meilleurs résultats se situent en descente et super G. 

## Carrière
Champion du monde junior de slalom géant en 2003 et vice-champion du monde junior de descente en 2002, il prend part à partir de 2003 à la coupe du monde. Dans cette dernière entre la saison 2003 et 2012, il monte à treize reprises sur un podium en descente et super G mais ne compte aucune victoire. Sa meilleure saison se déroule en 2007, atteignant le neuvième rang du classement général de la coupe du monde et en prenant part aux championnats du monde de 2007 où il termine huitième de la descente et onzième du super G. En 2010, il dispute ses premiers olympiades à Vancouver, il y rate le podium en descente en prenant la quatrième place (meilleur Autrichien) à douze centièmes de la troisième place occupée par Bode Miller. Il annonce la fin de sa carrière à l'issue de la saison 2011-2012.

## Palmarès

### Jeux olympiques d'hiver
Scheiber dispute les Jeux olympiques d'hiver de 2010. Meilleur Autrichien de la descente, ce résultat ne lui permet pas de monter sur le podium en se retrouvant à la quatrième place.
| Épreuve / Édition | Vancouver 2010 |
| Descente          | 4e             |
| Super G           | 20e            |

### Championnats du monde
Scheiber n'a jamais remporté de médailles aux championnats du monde où il n'y a participé qu'à une unique occasion en 2007. Lors de cette édition, il termine onzième et quatrième Autrichien du super G (derrière Fritz Strobl, Christoph Gruber et Hermann Maier) puis huitième et meilleur Autrichien de la descente.
| Épreuve / Édition | Åre 2007 |
| Descente          | 8e       |
| Super G           | 11e      |

### Coupe du monde
- Meilleur classement général : 9e en 2007.
- 13 podiums.

#### Différents classements en coupe du monde
Mario Scheiber prend part à la coupe du monde depuis la saison 2003, cependant il inscrit ses premiers points qu'à partir de la saison 2005. Son absence de classement en 2006 est expliquée par un déchirement des ligaments croisés du genou droit lors d'un entraînement à Sun Peaks qui le tient éloigné des pistes pendant une année. Lors de la saison 2009, il s'abîme le ménisque du genou droit lors d'un super G à Beaver Creek et l'éloigne de la compétition toute la saison. Il effectue son retour lors de la saison 2010. Son meilleur classement au général se situe en 2007 avec une neuvième place au général et troisième Autrichien (derrière Benjamin Raich et Mario Matt) mais manque le podium final au classement du super G finissant quatrième à quatre points du Canadien John Kucera.
| Année/Classement | Année/Classement | Général | Général | Descente | Descente | Slalom | Slalom | Géant  | Géant  | Super G | Super G | Combiné | Combiné |
| ---------------- | ---------------- | ------- | ------- | -------- | -------- | ------ | ------ | ------ | ------ | ------- | ------- | ------- | ------- |
| Année/Classement | Année/Classement | Class.  | Points  | Class.   | Points   | Class. | Points | Class. | Points | Class.  | Points  | Class.  | Points  |
| 2005             | 2005             | 16e     | 429     | 8e       | 247      | -      | -      | -      | -      | 9e      | 166     | 15e     | 16      |
| 2007             | 2007             | 9e      | 584     | 9e       | 254      | -      | -      | 24e    | 44     | 4e      | 190     | 14e     | 96      |
| 2008             | 2008             | 21e     | 411     | 21e      | 129      | -      | -      | 33e    | 44     | 9e      | 205     | 30e     | 33      |
| 2009             | 2009             | 91e     | 47      | 44e      | 12       | -      | -      | 41e    | 15     | 33e     | 20      | -       | -       |
| 2010             | 2010             | 15e     | 472     | 5e       | 273      | -      | -      | -      | -      | 5e      | 199     | -       | -       |
| 2011             | 2011             | 31e     | 267     | 16e      | 159      | -      | -      | -      | -      | 18e     | 108     | -       | -       |
| 2012             | 2012             | 89e     | 55      | 40e      | 26       | -      | -      | -      | -      | 37e     | 29      | -       | -       |

#### Performances générales
Mario Scheiber ne compte aucune victoire en coupe du monde. Entre mars 2003 et mars 2012, Scheiber a pris part à 109 épreuves de coupe du monde, montant sur 13 podiums et en atteignant le top 10 à 36 reprises. Il a inscrit des points à 73 occasions.
| Résultat  | Descente | Super G | Géant | Slalom | Combiné | City Event | Total |
| 1re place | 0        | 0       | 0     | 0      | 0       | 0          | 0     |
| 2e place  | 6        | 3       | 0     | 0      | 0       | 0          | 9     |
| 3e place  | 2        | 2       | 0     | 0      | 0       | 0          | 4     |
| Top 10    | 18       | 15      | 1     | 0      | 2       | 0          | 36    |
| Points    | 35       | 25      | 6     | 0      | 7       | 0          | 73    |
| Autres    | 12       | 7       | 11    | 1      | 5       | 0          | 36    |
| Départs   | 47       | 32      | 17    | 1      | 12      | 0          | 109   |

### Championnats du monde junior
Scheiber a participe à trois championnats du monde junior entre 2001 et 2003. Lors de l'édition de 2001 à Verbier, il termine douzième de l'unique épreuve à laquelle il prend part : le slalom. Lors de l'édition 2002 à Tarvisio, il remporte la médaille d'argent en descente devant un certain Aksel Lund Svindal. En 2003 à Serre Chevalier, il ajoute deux nouvelles médailles, tout d'abord le titre de slalom géant devant le Suisse Daniel Albrecht puis la médaille de bronze du super G dominé par le Canadien François Bourque.
| Épreuve / Édition             | Descente          | Slalom | Géant         | Super G            |
| Mondiaux 2001 Verbier         | -                 | 12e    | -             | -                  |
| Mondiaux 2002 Tarvisio        | Médaille d'argent | -      | -             | Ab.                |
| Mondiaux 2003 Serre Chevalier | Ab.               | Ab.    | Médaille d'or | Médaille de bronze |